# Incidente de Panjdeh
O incidente de Panjdeh de 1885 foi uma crise diplomática entre a Grã-Bretanha e a Rússia, causada pela expansão do Império Russo em direção ao Afeganistão e à Índia. Depois de quase completar a conquista da Ásia Central, os russos capturaram um forte na fronteira afegã. Considerando uma ameaça para a Índia, a Grã-Bretanha esteve perto de ameaçar a guerra. Ambos os lados recuaram e o assunto foi resolvido pela diplomacia. O efeito foi deter a expansão russa na Ásia, com exceção dos Pamirs, e definir a fronteira noroeste do Afeganistão.